# Baltazaria albosignata
Baltazaria albosignata is een insect dat behoort tot de orde vliesvleugeligen (Hymenoptera) en de familie van de gewone sluipwespen (Ichneumonidae). De wetenschappelijke naam van de soort werd in 1916 gepubliceerd door Szepligeti.